# Svante Körner
Svante Rudolv Körner, född 4 mars 1942 i Örebro, är en svensk matematiker och statistiker verksam vid Lunds universitet som professor och föreläsare; han är även författare till ett antal böcker inom området statistik.